# Kredyt bankowy
Kredyt bankowy – kwota pieniędzy dostarczonych przez bank na określony czas i na określonych warunkach, technologia zaspokajająca potrzeby finansowe zadeklarowane przez pożyczkobiorcę. Umowa zawarta w formie pisemnej między bankiem a kredytobiorcą. W drugim przypadku pożyczka bankowa to uporządkowany zestaw powiązanych ze sobą procedur organizacyjnych, technologicznych, informacyjnych, finansowych, prawnych i innych, które stanowią integralną regulację interakcji banku z osobą jego pracowników i departamentów z klientem banku w zakresie dostarczania funduszy. Dla osób prawnych i jednostek organizacyjnych nieposiadających osobowości prawnej odbywa się to w formie pożyczek, księgowania rachunków i innych form.
Bank zobowiązuje się udostępnić określoną kwotę na określony cel oraz czas, a kredytobiorca zobowiązuje się wykorzystać kredyt zgodnie z jego przeznaczeniem oraz zwrócić pobraną kwotę wraz z należnym bankowi wynagrodzeniem w postaci prowizji i odsetek. Na podstawie tej definicji kredyt postrzegany jest jako specyficzny rodzaj stosunków zobowiązaniowych, którego wyróżniającymi cechami są: zwrotność, celowość i odpłatność.
Kredyt bankowy dzieli się na aktywny i pasywny. W pierwszym przypadku bank działa jako wierzyciel, w drugim – kredytobiorca. Bank może nawiązywać stosunki kredytowe (wydawać lub otrzymywać pożyczki) z innymi bankami i innymi organizacjami kredytowymi, w tym z bankiem centralnym, pełniąc funkcję aktywną lub pasywną, zależnie od przypadku. W tym przypadku mówimy o pożyczkach międzybankowych.

## Podział kredytów bankowych
Kredyty mogą mieć charakter kredytów odnawialnych lub nieodnawialnych. Cechą charakterystyczną kredytów odnawialnych jest, że spłaty kredytu zwiększają kwotę kredytu dostępną do wypłaty, która jest ograniczona przyznanym przez kredytodawcę limitem. Kredyty nieodnawialne to takie, które można wykorzystać tylko raz, a spłaty kapitału tych kredytów nie zwiększają kwoty kredytu dostępnej do wypłaty.
Wyróżnia się następujące typy kredytów:

### Kredyt dla osób fizycznych
- kredyt konsumencki
  - kredyt gotówkowy
  - kredyt samochodowy
  - kredyt studencki
  - kredyt w rachunku oszczędnościowo-rozliczeniowym
- kredyt mieszkaniowy
  - kredyt hipoteczny
  - kredyt o zabezpieczeniu innym niż hipoteka

### Kredyt dla podmiotów gospodarczych
Dla osób prawnych i jednostek organizacyjnych nieposiadających osobowości prawnej:
- kredyt obrotowy
  - kredyt w rachunku bieżącym
  - kredyt w rachunku kredytowym
    - kredyt docelowy przeznaczony na określoną w umowie operację
    - kredyt na pokrycie bieżących zobowiązań udzielony jako pomoc finansowa w przypadku braku środków pieniężnych na pokrycie zobowiązań z okresem kredytowania krótszym niż 30 dni
    - linia kredytowa odnawialna i nieodnawialna
    - kredyt sezonowy udzielany jest przedsiębiorstwom związanym z sezonowością
- kredyt inwestycyjny udzielany na sfinansowanie inwestycji.

## Kredyty bankowe w Polsce

### Wniosek kredytowy
Wniosek kredytowy zawiera: kwotę kredytu, cel, okres kredytowania, terminy spłaty, informacje o zadłużeniu ogółem, w tym z tytułu innych kredytów i pożyczek, dane o sytuacji finansowej kredytobiorcy oraz proponowane formy zabezpieczenia.
Etapy realizacji umowy kredytu bankowego:
1. wnioskowanie,
2. analiza sytuacji finansowej wnioskodawcy,
3. podjęcie decyzji kredytowej przez bank,
4. podpisanie umowy,
5. wypłata kredytu w formie określonej umową,
6. kontrola zgodności wykorzystania kredytu z zapisami umownymi.

Wybrane czynniki brane pod uwagę w procesie analizy zdolności kredytowej (analizy kredytowej):
- osoba fizyczna – majątek, dochody, zatrudnienie, informacje o innych kredytach;
- osoba prawna i jednostka organizacyjna nieposiadająca osobowości prawnej – analiza wyników finansowych (rentowność, wypłacalność), ocena płynności finansowej, ocena sprawności działania, historia współpracy z bankami.

### Treść umowy kredytu
Elementy występujące w typowej umowie kredytu bankowego:
- datę i miejsce zawarcia umowy,
- dane stron umowy,
- postanowienia ogólne,
- kwotę i walutę kredytu, w przypadku umowy o kredyt denominowany lub indeksowany do waluty innej niż PLN, szczegółowe zasady określania sposobów i terminów ustalania kursu wymiany walut stosowanego do wyznaczania przepływów umownych oraz zasad przeliczania na walutę wypłaty albo spłaty kredytu,
- warunki uruchomienia,
- cel kredytu,
- okres kredytowania,
- zasady i termin spłaty kredytu,
- wysokość prowizji,
- wysokość oprocentowania kredytu i warunki jego zmiany,
- sposób zabezpieczenia kredytu,
- zakres uprawnień banku związanych z kontrolą wykorzystania i spłaty kredytu,
- termin i sposób postawienia do dyspozycji kwoty kredytowej,
- informacje o warunkach zmiany i odstąpienia od umowy przez bank i kredytobiorcę,
- informacje o skutkach naruszenia umowy oraz inne ustalenia stron.

Kwota kredytu może zostać wypłacona w formie gotówkowej, pozostawiona do dyspozycji kredytobiorcy w postaci środków na jego koncie bankowym albo przekazana przez bank bezpośrednio dla dostawcy celu kredytowania.

### Strony umowy kredytu
Zgodnie z polskim prawem kredytów mogą udzielać wyłącznie banki, oddziały banków zagranicznych, oddziały instytucji kredytowych, lub inne jednostki organizacyjne uprawnione do tego na podstawie ustawy. Innym podmiotom gospodarczym podejmującym się próby oferowania czynności zarezerwowanych dla banków (tj. gromadzenia środków pieniężnych należących do innych podmiotów w celu udzielania kredytów) grozi grzywna do 10 mln PLN lub kara pozbawienia wolności do lat pięciu.
Stroną dominującą w stosunku kredytowym jest podmiot udzielający kredytu, który określa warunki kredytu i jest uprawniony do kontroli jego wykorzystania oraz uzależnia przyznanie kredytu od zdolności kredytowej (albo posiadania odpowiedniego zabezpieczenia kredytu i posiadania wiarygodnego programu naprawczego, którego realizacja zapewni uzyskanie zdolności kredytowej w określonym czasie), przy czym nie jest zobowiązany do udzielenia kredytu, nawet jeżeli osoba ubiegająca się o kredyt ją posiada.

### Formy zabezpieczenia kredytu
- osobowe:
  - poręczenie – podmiot trzeci zobowiązuje się do spłaty kredytu z odsetkami, jeżeli kredytobiorca nie spłaci go w terminie,
  - weksel własny in blanco – kształtuje dodatkową ścieżkę egzekwowania roszczeń banku. Sporządza się deklarację wekslową, według której bank jest uprawniony wypełnić weksel w przypadku zaprzestania spłaty,
  - poręczenie wekslowe (awal),
  - gwarancja bankowa,
  - ubezpieczenie kredytu,
  - przelew wierzytelności (cesja),
  - przystąpienie do długu;
- rzeczowe:
  - zastaw na rzeczach i prawach,
  - blokada środków na rachunku bankowym – ustalona pisemnie z wykluczeniem odwołania,
  - kaucja – wymaga umowy pisemnej, składa się ją na odrębnym rachunku bankowym,
  - przewłaszczenie na zabezpieczenie,
  - hipoteka – zabezpieczenie spłaty kredytu na nieruchomości, dla której założono księgę wieczystą. Przypisana jest do nieruchomości bez względu na to, kto jest jej właścicielem. Nie można ustanowić jej na nieruchomości, którą dłużnik ma tylko do użytku.